# 오수초등학교 (충북)
오수초등학교는 대한민국 충청북도 괴산군 연풍면 유상길 85 (유하리)에 있었던 초등학교이다.

## 연혁
- 1948년 8월 1일 연풍국민학교 오수분교장 설립
- 1963년 3월 15일 오수국민학교 개교
- 1996년 3월 1일 오수초등학교로 개칭
- 1999년 2월 12일 제36회 졸업식 15명(총 1952명)
- 1999년 3월 1일 폐교